# La battaglia delle Argonne
La battaglia delle Argonne è un dipinto realizzato nel 1959 da René Magritte.

## Descrizione
Si tratta di una delle opere più note ed emblematiche della poetica surrealista di Magritte. Una timida alba diffonde il suo chiarore sulla campagna, dove fuma una nebbiolina mattutina. Ma questo occupa solo la parte sottostante del dipinto: nel cielo incombono tre forme, una nube, un sasso e una falce di luna. La nuvola bianca pare fatta di pesante materia, mentre il sasso viene totalmente svuotato del suo peso e si libra nell'aria: è contro ogni legge umana e naturale che Magritte scaglia la sua ironia, generando spaesamento nell'osservatore. Disorientando, Magritte invita con un sorriso alla riflessione filosofica sull'arte stessa, ed in senso lato, sulla vita.